# Canton de Vimoutiers
Le canton de Vimoutiers est une division administrative française située dans le département de l'Orne et la région Normandie.
À la suite du redécoupage cantonal de 2014, les limites territoriales du canton sont remaniées. Le nombre de communes du canton passe de 19 à 33.

## Géographie
Ce canton est organisé autour de Vimoutiers dans l'arrondissement d'Argentan. Son altitude varie de 90 m (Crouttes) à 272 m (Le Sap) pour une altitude moyenne de 186 m.

## Histoire
Par décret du 25 février 2014, le nombre de cantons du département est divisé par deux, avec mise en application aux élections départementales de mars 2015. Le canton de Vimoutiers est conservé et s'agrandit. Il passe de 19 à 33 communes.

## Représentation

### Conseillers d'arrondissement (de 1833 à 1940)
| Période                                  | Période | Identité                                         | Étiquette                   | Qualité |
| ---------------------------------------- | ------- | ------------------------------------------------ | --------------------------- | --- |
| 1833                                     | 1842    | Louis Charles Aubert, dit Auberville (1777-1862) | Majorité gouvernementale    | Négociant, député (1831-1834), propriétaire à Vimoutiers                                                    |
| 1842                                     | 1848    | Pierre Jacques Gravelle-Desulis                  |                             | Propriétaire à Crouttes                                                                                     |
|                                          |         |                                                  |                             | |
| 1868                                     |         | Isidore Delaporte (1796-1880)                    |                             | Médecin à Vimoutiers                                                                                        |
|                                          |         |                                                  |                             | |
| 1901                                     | 1907    | Georges Dentu                                    | Républicain                 | Médecin, conseiller municipal de Vimoutiers                                                                 |
| 1907                                     |         | M. Denis                                         | Républicain antiministériel | Médecin |
|                                          |         |                                                  |                             | |
| 1931                                     | 1940    | Hubert Laniel (1893-1943)                        | Républicain indépendant     | Président du syndicat de défense agricole, maire du Sap                                                     |
| 1940                                     |         |                                                  |                             | Les conseils d'arrondissement ont été suspendus par la loi du 12 octobre 1940 et n'ont jamais été réactivés |
| Les données manquantes sont à compléter. |         |                                                  |                             | |

### Conseillers généraux de 1833 à 2015
| Période | Période      | Identité                            | Étiquette                                      | Qualité |
| ------- | ------------ | ----------------------------------- | ---------------------------------------------- | --- |
| 1833    | 1848         | Stanislas Gigon La Bertrie          | Droite                                         | Propriétaire, maire de Vimoutiers, député (1839-1851)                                                                                        |
| 1848    | 1858         | Michel Berthelot-Levasseur          |                                                | Propriétaire, juge de paix, maire de Ticheville                                                                                              |
| 1858    | 1918 (décès) | Baron Armand de Mackau              | Monarchiste puis Bonapartiste puis boulangiste | Propriétaire, maire de Guerquesalles, député (1866-1918), auditeur au Conseil d'État                                                         |
| 1918    | 1919         | siège vacant                        |                                                | |
| 1919    | 1940         | Georges Dentu                       | URD                                            | Médecin, maire de Vimoutiers (1908-1945), sénateur (1927-1944), président du conseil général (1931-1940), ancien conseiller d'arrondissement |
|         |              |                                     |                                                | |
| 1945    | 1955         | René Laniel (frère d'Hubert Laniel) | DVD-CNIP puis SE                               | Industriel, sénateur (1952-1956), adjoint au maire d'Aubry-le-Panthou                                                                        |
| 1955    | 1967         | Augustin Gavin                      | UNR puis DVD                                   | Pharmacien, maire de Vimoutiers (1945-1965)                                                                                                  |
| 1967    | 1973         | Jean Gaulin                         | DVD                                            | Pharmacien, maire de Vimoutiers (1995-2001)                                                                                                  |
| 1973    | 1998         | Jean Dumeige                        | RI puis RPR                                    | Notaire, maire de Vimoutiers (1965-1995) |
| 1998    | 2015         | Guy Romain                          | DVD puis UMP                                   | Chef d'entreprise commerciale, conseiller municipal, puis maire de Vimoutiers depuis 2008                                                    |

Le canton participe à l'élection du député de la deuxième circonscription de l'Orne.

### Représentation à partir de 2015
| Période élective | Période élective | Mandat | Mandat   | Identité          | Nuance | Nuance | Qualité                                                                                         |
| ---------------- | ---------------- | ------ | -------- | ----------------- | ------ | ------ | ----------------------------------------------------------------------------------------------- |
| 2015             | 2021             | 2015   | 2021     | Jean-Pierre Féret |        | DVD    | Maire d'Orgères, conseiller général du canton de Gacé (2008-2015), exploitant agricole retraité |
| 2015             | 2021             | 2015   | 2021     | Agnès Laigre      |        | DVD    | Adjointe au maire de Guerquesalles, exploitante agricole                                        |
| 2021             | 2028             | 2021   | en cours | Jean-Pierre Féret |        | DVD    | Conseiller sortant                                                                              |
| 2021             | 2028             | 2021   | en cours | Agnès Laigre      |        | DVD    | Conseillère sortante                                                                            |

### Résultats détaillés

#### Élections de mars 2015
À l'issue du 1er tour des élections départementales de 2015, trois binômes sont en ballotage : Jean-Pierre Féret et Agnès Laigre (DVD, 30,96 %), Thérèse Colette et Guy Romain (Union de la Droite, 26,09 %) et Caroline Cheuvry et Roger Latinier (FN, 23,35 %). Le taux de participation est de 56,79 % (4 683 votants sur 8 246 inscrits) contre 54,04 % au niveau départemental et 50,17 % au niveau national.
Au second tour, Jean-Pierre Féret et Agnès Laigre (DVD) sont élus avec 47,18 % des suffrages exprimés et un taux de participation de 58,4 % (2 196 voix pour 4 805 votants et 8 228 inscrits).

#### Élections de juin 2021
Le premier tour des élections départementales de 2021 est marqué par un très faible taux de participation (33,26 % au niveau national). Dans le canton de Vimoutiers, ce taux de participation est de 36,37 % (2 878 votants sur 7 914 inscrits) contre 34,53 % au niveau départemental. À l'issue de ce premier tour,  le binôme constitué de Jean-Pierre Féret et Agnès Laigre (DVD , 80,23 %), est élu avec 80,23 % des suffrages exprimés.

## Composition

### Composition avant 2015

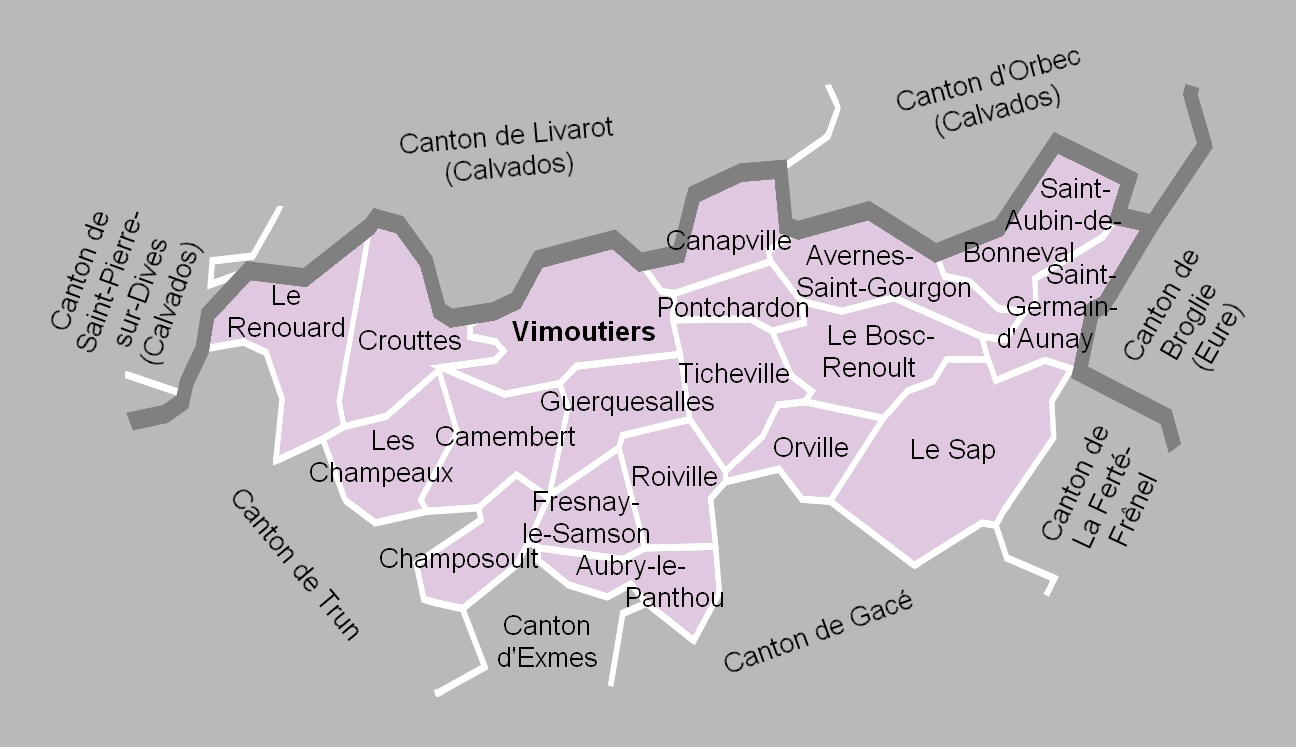
La carte des communes de l'ancien canton. Les cantons limitrophes étaient ceux de Saint-Pierre-sur-Dives, de Livarot, d'Orbec, de Broglie, de La Ferté-Frênel, de Gacé, d'Exmes et de Trun.

Situation du canton dans l'arrondissement d'Argentan.

Le canton de Vimoutiers regroupait dix-neuf communes.
| Nom                     | Code Insee | Codepostal | Superficie (km2) | Population (dernière pop. légale) | Densité (hab./km2) |
| ----------------------- | ---------- | ---------- | ---------------- | --------------------------------- | ------------------ |
| Vimoutiers (chef-lieu)  | 61508      | 61120      | 16,15            | 3 675 (2012)                      | 228                |
| Aubry-le-Panthou        | 61010      | 61120      | 6,85             | 107 (2012)                        | 16                 |
| Avernes-Saint-Gourgon   | 61018      | 61470      | 12,13            | 65 (2012)                         | 5,4                |
| Le Bosc-Renoult         | 61054      | 61470      | 12,70            | 234 (2012)                        | 18                 |
| Camembert               | 61071      | 61120      | 10,30            | 196 (2012)                        | 19                 |
| Canapville              | 61072      | 61120      | 8,22             | 214 (2012)                        | 26                 |
| Les Champeaux           | 61086      | 61120      | 9,65             | 140 (2012)                        | 15                 |
| Champosoult             | 61089      | 61120      | 7,01             | 99 (2012)                         | 14                 |
| Crouttes                | 61139      | 61120      | 13,47            | 306 (2012)                        | 23                 |
| Fresnay-le-Samson       | 61180      | 61120      | 6,76             | 110 (2012)                        | 16                 |
| Guerquesalles           | 61198      | 61120      | 8,66             | 130 (2012)                        | 15                 |
| Orville                 | 61320      | 61120      | 7,25             | 99 (2011)                         | 14                 |
| Pontchardon             | 61333      | 61120      | 4,83             | 243 (2012)                        | 50                 |
| Le Renouard             | 61346      | 61120      | 14,48            | 187 (2012)                        | 13                 |
| Roiville                | 61351      | 61120      | 8,18             | 144 (2012)                        | 18                 |
| Saint-Aubin-de-Bonneval | 61366      | 61470      | 11,67            | 146 (2012)                        | 13                 |
| Saint-Germain-d'Aunay   | 61392      | 61470      | 8,51             | 173 (2012)                        | 20                 |
| Le Sap                  | 61460      | 61470      | 22,73            | 933 (2011)                        | 41                 |
| Ticheville              | 61485      | 61120      | 9,93             | 221 (2012)                        | 22                 |

À la suite du redécoupage des cantons pour 2015, toutes les communes sont à nouveau rattachées au canton de Vimoutiers auquel s'ajoutent les quatorze communes du canton de Gacé.

#### Anciennes communes
Les anciennes communes suivantes étaient incluses dans le territoire du canton de Vimoutiers antérieur à 2015 :
- Saint-Georges-de-Pontchardon, absorbée en 1811 par Saint-Martin-de-Ponchardon (Pontchardon en 1886).
- Saint-Cyr-d'Étrancourt, absorbée en 1821 par Avernes-Saint-Gourgon.
- Saint-Denis-des-Ifs, absorbée en 1822 par Aubry-le-Panthou.
- Notre-Dame-d'Aunay, absorbée en 1822 par Saint-Germain-d'Aunay.
- Sap-Mesle, absorbée en 1822 par Le Sap.
- Pont-de-Vie, absorbée en 1830 par Vimoutiers.
- Ménil-Imbert, absorbée en 1840 par Le Renouard.

### Composition après 2015
Lors du redécoupage de 2014, le canton de Vimoutiers comprenait trente-trois communes entières.
À la suite de la création de la commune nouvelle de Sap-en-Auge au 1er janvier 2016, le canton comprend désormais trente-deux communes entières.
| Nom                                | Code Insee | Intercommunalité                       | Superficie (km2) | Population (dernière pop. légale) | Densité (hab./km2) | Modifier                                    |
| ---------------------------------- | ---------- | -------------------------------------- | ---------------- | --------------------------------- | ------------------ | ------------------------------------------- |
| Vimoutiers (bureau centralisateur) | 61508      | CC des Vallées d'Auge et du Merlerault | 16,15            | 3 041 (2022)                      | 188                | modifier les données · modifier les données |
| Aubry-le-Panthou                   | 61010      | CC des Vallées d'Auge et du Merlerault | 6,85             | 130 (2022)                        | 19                 | modifier les données · modifier les données |
| Avernes-Saint-Gourgon              | 61018      | CC des Vallées d'Auge et du Merlerault | 12,13            | 69 (2022)                         | 5,7                | modifier les données · modifier les données |
| Le Bosc-Renoult                    | 61054      | CC des Vallées d'Auge et du Merlerault | 12,70            | 259 (2022)                        | 20                 | modifier les données · modifier les données |
| Camembert                          | 61071      | CC des Vallées d'Auge et du Merlerault | 10,30            | 169 (2022)                        | 16                 | modifier les données · modifier les données |
| Canapville                         | 61072      | CC des Vallées d'Auge et du Merlerault | 8,22             | 218 (2022)                        | 27                 | modifier les données · modifier les données |
| Les Champeaux                      | 61086      | CC des Vallées d'Auge et du Merlerault | 9,65             | 98 (2022)                         | 10                 | modifier les données · modifier les données |
| Champosoult                        | 61089      | CC des Vallées d'Auge et du Merlerault | 7,01             | 102 (2022)                        | 15                 | modifier les données · modifier les données |
| Chaumont                           | 61103      | CC des Vallées d'Auge et du Merlerault | 19,51            | 167 (2022)                        | 8,6                | modifier les données · modifier les données |
| Cisai-Saint-Aubin                  | 61108      | CC des Vallées d'Auge et du Merlerault | 14,49            | 181 (2022)                        | 12                 | modifier les données · modifier les données |
| Coulmer                            | 61122      | CC des Vallées d'Auge et du Merlerault | 6,68             | 81 (2022)                         | 12                 | modifier les données · modifier les données |
| Croisilles                         | 61138      | CC des Vallées d'Auge et du Merlerault | 11,32            | 193 (2022)                        | 17                 | modifier les données · modifier les données |
| Crouttes                           | 61139      | CC des Vallées d'Auge et du Merlerault | 13,47            | 304 (2022)                        | 23                 | modifier les données · modifier les données |
| La Fresnaie-Fayel                  | 61178      | CC des Vallées d'Auge et du Merlerault | 5,09             | 51 (2022)                         | 10                 | modifier les données · modifier les données |
| Fresnay-le-Samson                  | 61180      | CC des Vallées d'Auge et du Merlerault | 6,76             | 108 (2022)                        | 16                 | modifier les données · modifier les données |
| Gacé                               | 61181      | CC des Vallées d'Auge et du Merlerault | 6,50             | 1 771 (2022)                      | 272                | modifier les données · modifier les données |
| Guerquesalles                      | 61198      | CC des Vallées d'Auge et du Merlerault | 8,66             | 133 (2022)                        | 15                 | modifier les données · modifier les données |
| Mardilly                           | 61252      | CC des Vallées d'Auge et du Merlerault | 12,76            | 133 (2022)                        | 10                 | modifier les données · modifier les données |
| Ménil-Hubert-en-Exmes              | 61268      | CC des Vallées d'Auge et du Merlerault | 10,34            | 120 (2022)                        | 12                 | modifier les données · modifier les données |
| Neuville-sur-Touques               | 61307      | CC des Vallées d'Auge et du Merlerault | 15,35            | 237 (2022)                        | 15                 | modifier les données · modifier les données |
| Orgères                            | 61317      | CC des Vallées d'Auge et du Merlerault | 12,04            | 182 (2022)                        | 15                 | modifier les données · modifier les données |
| Pontchardon                        | 61333      | CC des Vallées d'Auge et du Merlerault | 4,83             | 184 (2022)                        | 38                 | modifier les données · modifier les données |
| Le Renouard                        | 61346      | CC des Vallées d'Auge et du Merlerault | 14,48            | 203 (2022)                        | 14                 | modifier les données · modifier les données |
| Résenlieu                          | 61347      | CC des Vallées d'Auge et du Merlerault | 5,09             | 174 (2022)                        | 34                 | modifier les données · modifier les données |
| Roiville                           | 61351      | CC des Vallées d'Auge et du Merlerault | 8,18             | 133 (2022)                        | 16                 | modifier les données · modifier les données |
| Saint-Aubin-de-Bonneval            | 61366      | CC des Vallées d'Auge et du Merlerault | 11,67            | 131 (2022)                        | 11                 | modifier les données · modifier les données |
| Saint-Evroult-de-Montfort          | 61385      | CC des Vallées d'Auge et du Merlerault | 22,36            | 359 (2022)                        | 16                 | modifier les données · modifier les données |
| Saint-Germain-d'Aunay              | 61392      | CC des Vallées d'Auge et du Merlerault | 8,51             | 117 (2022)                        | 14                 | modifier les données · modifier les données |
| Le Sap-André                       | 61461      | CC des Vallées d'Auge et du Merlerault | 9,53             | 125 (2022)                        | 13                 | modifier les données · modifier les données |
| Sap-en-Auge                        | 61460      | CC des Vallées d'Auge et du Merlerault | 29,98            | 942 (2022)                        | 31                 | modifier les données · modifier les données |
| Ticheville                         | 61485      | CC des Vallées d'Auge et du Merlerault | 9,93             | 195 (2022)                        | 20                 | modifier les données · modifier les données |
| La Trinité-des-Laitiers            | 61493      | CC des Vallées d'Auge et du Merlerault | 11,16            | 64 (2022)                         | 5,7                | modifier les données · modifier les données |
| Canton de Vimoutiers               | 6121       |                                        | 361,70           | 10 374 (2022)                     | 29                 | modifier les données                        |

## Démographie

### Démographie avant 2015
| 1962  | 1968  | 1975  | 1982  | 1990  | 1999  | 2006  | 2011  | 2012  |
| ----- | ----- | ----- | ----- | ----- | ----- | ----- | ----- | ----- |
| 8 695 | 9 295 | 9 133 | 8 772 | 8 279 | 8 131 | 7 673 | 7 520 | 7 406 |

### Démographie depuis 2015
En 2022, le canton comptait 10 374 habitants, en évolution de −4,81 % par rapport à 2016 (Orne : −3,21 %, France hors Mayotte : +2,11 %).
| 2013   | 2018   | 2022   |
| ------ | ------ | ------ |
| 11 359 | 10 581 | 10 374 |